# Akademie der Künste

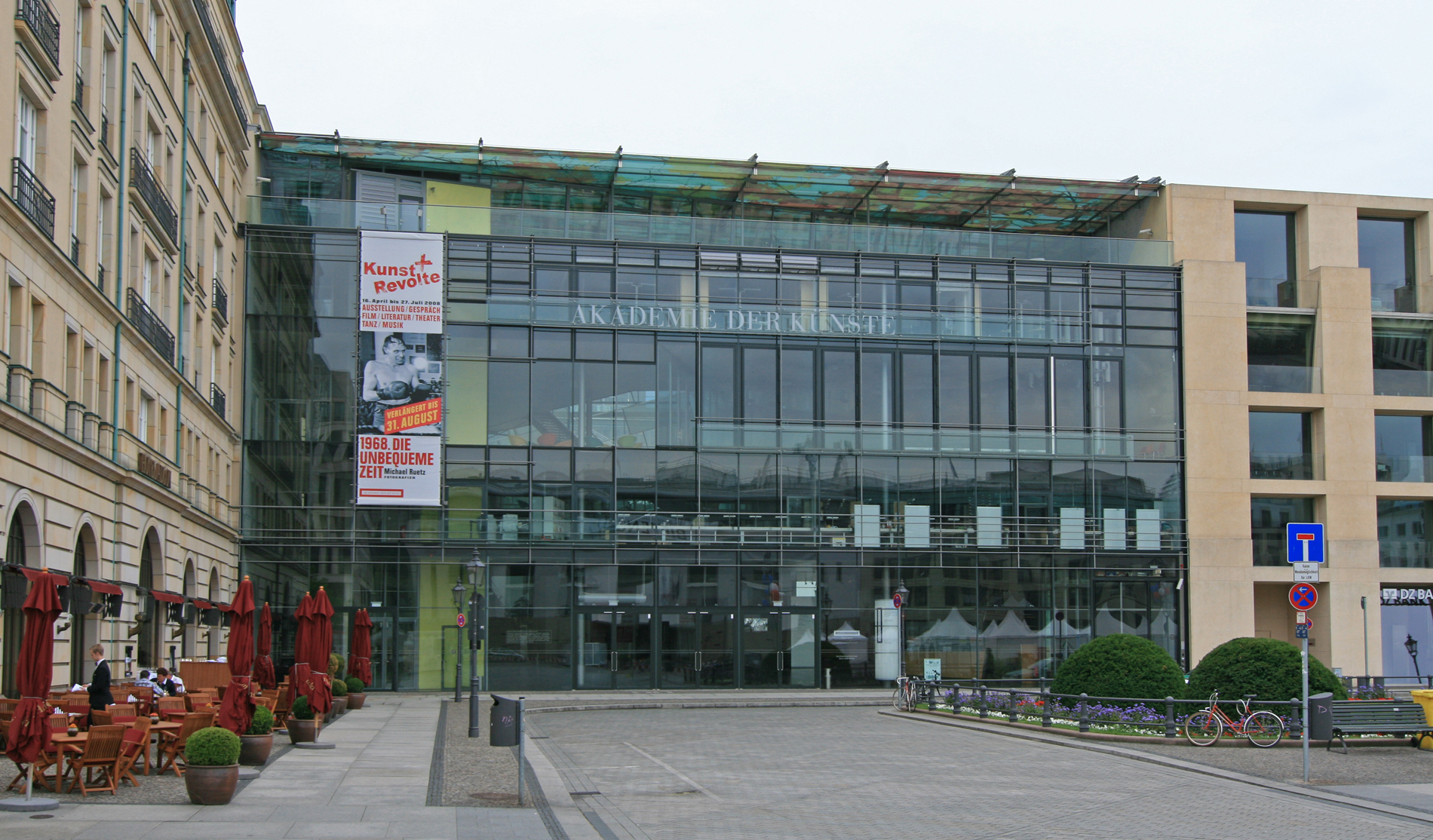
La sede dell'Accademia in Pariser Platz a Berlino-Mitte.

L'Akademie der Künste (letteralmente: Accademia delle arti; abbreviata in AdK) è un'istituzione di diritto pubblico (Körperschaft des öffentlichen Rechts) della Repubblica Federale di Germania, che ha sede nella capitale federale, Berlino, e dà sostegno alle arti.

## Storia
Erede dell'antica Accademia delle arti di Prussia, l'attuale Akademie è stata creata nel 1993 dall'unione della vecchia Akademie der Künste di Berlino Ovest con l'Akademie der Künste der Deutschen Demokratischen Republik di Berlino Est.
L'Akademie ha due sedi: un edificio posto in Pariser Platz 4, nel quartiere Mitte, progettato da Günter Behnisch e ultimato nel 2005, e il vecchio edificio già sede dell'accademia di Berlino Ovest nel quartiere Hansa, progettato da Werner Düttmann e ultimato nel 1960.